# Oxyopes longispinosus
Oxyopes longispinosus là một loài nhện trong họ Oxyopidae.
Loài này thuộc chi Oxyopes. Oxyopes longispinosus được George Newbold Lawrence miêu tả năm 1938.